# Borbona
Borbona là một đô thị ở tỉnh Rieti trong vùng Latium, có khoảng cách khoảng 90 km về phía đông bắc của Roma và cách khoảng 25 km về phía đông bắc của Rieti. Tại thời điểm ngày 31 tháng 12 năm 2004, đô thị này có dân số 694 người và diện tích là 46,5 km².
Đô thị Borbona có các frazioni (các đơn vị cấp dưới, chủ yếu là các làng) Piedimordenti and Vallemare.
Borbona giáp các đô thị: Antrodoco, Cagnano Amiterno, Cittareale, Micigliano, Montereale, Posta.